# Tales of Ithiria
Tales of Ithiria ist das vierte Studioalbum der Münchener Klassik-Mittelalter-Metal-Band Haggard. Es erschien nach mehreren Verschiebungen des Veröffentlichungstermins am 29. August 2008, über vier Jahre nach dem letzten Album.
Alle Lieder und Erzählerzwischenstücke mit Ausnahme des musikalischen Zwischenspiels von Hans Wolf und der traditionellen spanischen Legende Hijo de la luna wurden von Asis Nasseri geschrieben. Die Gesamtlänge der CD beträgt knapp über 43 Minuten. Es ist das erste Album, in dem Haggard nicht über geschichtliche Hintergründe schreibt, sondern über die selbst geschaffene Fantasiewelt Ithiria.

## Entstehungsgeschichte
Bereits im Dezember 2005 verkündete das Label Drakkar, dass ein neues Haggard-Album in Arbeit sei und sich die Band bald ins Studio begeben würde. Ab Mitte 2006 fanden im Roth Recording Studio in Burghaslach die ersten Aufnahmen statt. Bereits zuvor gemachte Andeutungen, dass ein Konzeptalbum mit einer eigens für das Album geschriebenen Geschichte geplant sei, wurden bestätigt. Auch die Mitarbeit des damals noch bei Rage aktiven Schlagzeugers Mike Terrana wurde bekannt gegeben. Das Label deutete an, dass das neue Album vielleicht noch 2006 erscheinen würde und gab für 2007 bereits Termine für eine Tour bekannt, mit der das neue Album beworben werden sollte. Anfang 2007 wurde die geplante Tour ohne Nennung von Ersatzterminen verschoben. Als Veröffentlichungstermin des Albums wurde der Sommer 2007 genannt, im Juli jedoch ins nächste Jahr verschoben. Auf der bandeigenen Homepage veröffentlichte Asis Nasseri einen Brief, in dem er erklärte, dass er die nötige Zeit für den Entwurf des Konzeptes etwas falsch eingeschätzt hätte. Dennoch gab es 2007 auf dem Wacken Open Air eine erste Kostprobe. Ende Mai 2008 war das Album schließlich für den Mastering-Prozess bereit, drei Wochen später wurde die Fertigstellung bekanntgegeben und mit dem 29. August erstmals ein konkreter Termin für die Veröffentlichung genannt. In den folgenden Wochen wurden nach und nach mehr Details zum Album wie Cover-Artwork, Trackliste und geplante Tour bekannt.
Schließlich erschien Tales of Ithiria am 29. August 2008 und stieg sowohl in Deutschland als auch der Schweiz in der ersten Woche nach Veröffentlichung in die Charts ein. Mit Platz 37 in den deutschen Charts war es der bisher höchste Charterfolg für ein Album der Band.

## Ithiria
Ithiria ist ein Fantasiereich, wobei es sich im Grundsatz um den Kampf zwischen Gut und Böse handelt. Vorkommende Märchengestalten sind Menschen, Wichtel, Zwerge, Einhörner, Trolle, Hexen, Magier und einige mehr. Diverse Charaktere sind dabei in die Erzählungen eingeflossen, wie beispielsweise der Bauernsohn Edris, die Jägerin Sveldja, der Heerführer Grimmbart, König Gildeon und Königin Hildreth, der aufrechte Schmied Giswald, die Hexe Myrgjoll und der mächtige Krieger Hunvald. Dabei versuchen die Figuren Ithiria vor der endgültigen Unterjochung zu bewahren. Die Geschichte wurde gänzlich von Asis Nasseri entwickelt, der dazu auch ein Buch geschrieben hat.

## Musikstil
Auf diesem Album sind wie bei den Vorgängern Death-Metal-, Klassik- und  Mittelalter-Metalelemente vertreten, jedoch ist es vielseitiger gestaltet. Was zum Beispiel die melancholische Legende “Hijo de la Luna” beweist, die ebenso typisch für Haggard ist wie beispielsweise “Herr Mannelig”, wobei es sowohl klassisch als auch metaltypisch gestaltet wurde. Außer den weiblichen Stimmlagen  Alt und  Mezzosopran sind alle weiteren vertreten, namentlich also  Bass,  Bariton,  Tenor und  Sopran. Diese stimmliche Vielfalt wird durch Mike Terrana erweitert, der in den kurzen Textzwischenstücken den Epen Ithirias als Erzähler seine Stimme lieh. Der Wechsel zwischen englischen, deutschen, lateinischen und spanischen Passagen ist für Haggard genauso typisch wie die verschiedenen Stimmlagen der Sänger.

## Rezeption
Die meisten Reviews waren eher zwiespältiger Natur. Kritiker bemängelten, dass die Musik trotz einer Wartezeit von vier Jahren nichts Neues biete und zu sehr den Vorgängeralben ähnle. Auch sei das Album durch seine reine Spielzeit mit 36 Minuten (ohne Erzählpassagen und das rein klassisch instrumentierte Zwischenspiel „In des Königs Hallen“) relativ kurz bemessen und an den bereits von den vorherigen Alben bekannten Mankos in Sachen Metal-Sound nicht gearbeitet worden. Die klassischen Arrangements und Gesänge sind jedoch in der von Haggard üblichen guten Qualität. Die Musik könne jedem Fantasyfilm-Soundtrack Konkurrenz machen.

## Titelliste
1. The Origin – 1:57 (Text und Musik: Asis Nasseri)
2. Chapter I – Tales Of Ithiria – 8:08 (Text und Musik: Asis Nasseri)
3. From Deep Within – 0:25 (Text und Musik: Asis Nasseri)
4. Chapter II – Upon Fallen Autumn Leaves – 6:37 (Text und Musik: Asis Nasseri)
5. In des Königs Hallen (Allegretto Siciliano) – 2:03 (Musik: Hans Wolf)
6. Chapter III – La Terra Santa – 4:55 (Text und Musik: Asis Nasseri)
7. Vor dem Sturme – 0:35 (Text und Musik: Asis Nasseri)
8. Chapter IV – The Sleeping Child – 6:10 (Text und Musik: Asis Nasseri)
9. Hijo de la luna – 4:20 (Text und Musik: José María Cano)
10. On These Endless Fields – 1:03 (Text und Musik: Asis Nasseri)
11. Chapter V – The Hidden Sign – 6:25 (Text und Musik: Asis Nasseri)

## Musiker

### Besetzung
- Asis Nasseri (Gitarre, Grunts, Gesang)
- Luz Marsen (Schlagzeug)
- Claudio Quarta (E-Gitarre)
- Andreas Nad (Bass)
- Su Ehlers (Sopran)
- Veronika Kramheller (Sopran)
- Fiffi Fuhrmann (Tenor, Krummhorn)
- Hans Wolf (Klavier, Orgel, Cembalo)
- Judith Marschall (Violine)
- Michael Stapf (Violine)
- Ally Storch (Violine)
- Steffi Hertz (Bratsche)
- Patricia King (Violoncello)
- Anna Batke (Flöte)
- Johannes Schleiermacher (Violoncello)
- Ivica Kramheller (Violine)
- Florian Bartl (Oboe)
- Michael Schumm (Timpani, Bells, klassische Perkussion)
- Andreas Fuchs (Corno)
- Mark Pendry (Klarinette)

### Gäste
- Mike Terrana (Erzähler)
- Dieter Roth (Gitarre)
- Lulyta Garza (Gesang in „Hijo de la Luna“)
- Michael Gründel (Tenor)
- Sylvia Lindauer (Sopran)
- Konrad Nägeli (Gitarre)
- Julia Schweigger (Flöte)
- Mathias Kirchgeßner (Gitarre)
- Rebecca Faviola (Harfe)
- Pre-Thiria Orchestra